# バルナウル国際空港
バルナウル国際空港（ロシア語:  Международный аэропорт Барнаул、英語: Barnaul International Airport）は、ロシア・バルナウルにある空港。

## 概要
ロシア中部のシベリア連邦管区にあるアルタイ地方のバルナウル市中心部から西に17km、パブロフスキー通り沿いにあるBクラス(準主要)空港である。行政的にはバルナウルに属する空港であり、ロシア連邦政府の重要な空港である。
2010年の空港利用者数は318.66万人に達し、前年より12.2%増加した。特に国際線では、アンタルヤ、バンコク、シャルム・エル・シェイクなどのリゾート路線の利用者が顕著に増加した。そのため、新たに7000m²の国際線セクターを建設し、あらゆる種類の航空機が制限なく利用できるよう滑走路を延長する計画もある。

## 就航航空会社と就航都市

### 国内線
| 航空会社             | 就航地                                                                            |
| -------------------- | --------------------------------------------------------------------------------- |
| アエロフロート       | モスクワ/シェレメーチエヴォ                                                       |
| S7航空               | モスクワ/ドモジェドヴォ、ノヴォシビルスク                                         |
| ウラル航空           | モスクワ/ドモジェドヴォ、シンフェロポリ、ソチ                                     |
| UTエアー             | スルグト                                                                          |
| ポベーダ             | モスクワ/ヴヌーコヴォ                                                             |
| イル・アエロ         | モスクワ/ドモジェドヴォ、サンクトペテルブルク、イルクーツク、ノーヴィ・ウレンゴイ |
| ノードウィンド航空   | サンクトペテルブルク                                                              |
| レッドウィングス航空 | エカテリンブルク                                                                  |
| ペガスフライ         | サンクトペテルブルク、ペルミ                                                      |
| クラスアヴィア       | クラスノヤルスク                                                                  |
| UVTアエロ            | オムスク、クラスノヤルスク、カザン                                                |